# Rick James
James Ambrose Johnson Jr. (1. února 1948 Buffalo – 6. srpna 2004 Burbank), známější pod pseudonymem Rick James, byl americký zpěvák, skladatel, multiinstrumentalista a producent.

## Život
Rick James se narodil a vyrůstal v Buffalu v New Yorku. Svou hudební kariéru zahájil v mladém věku. Před vstupem do amerického námořnictva působil v různých kapelách. V roce 1964 založil rockovou skupinu Mynah Birds, která nakonec podepsala smlouvu o nahrávání s Motown Records v roce 1966. V roce 1981 nahrál své dosud nejprodávanější album, Street Songs, odkud pochází jeho největší hit „Super Freak“. Této písně se prodalo přes 1 milion kopií. James zemřel v roce 2004 na srdeční selhání ve věku 56 let.